# Padre Paraíso
Padre Paraíso – miasto i gmina w Brazylii, w stanie Minas Gerais.